# Martin Gabel
Martin Gabel (* 19. Juni 1912 in Philadelphia, Pennsylvania; † 22. Mai 1986 in New York City, New York) war ein US-amerikanischer Schauspieler, Regisseur und Filmproduzent.

## Leben
Gabel besuchte zunächst die Lehigh University, wo er Englisch studierte. Dann jedoch wandte er sich der Schauspielerei zu und wechselte an die American Academy of Dramatic Arts. In den 1930er Jahren spielte er am Theater und hatte 1934 in The Sky’s the Limit am Fulton Theatre sein Broadway-Debüt. Gabel war eines der Gründungsmitglieder des von Orson Welles und John Houseman gegründeten Mercury Theatre und wirkte in deren Produktionen von Julius Caesar und Danton’s Death mit. 1939 gehörte er zu den Spendensammlern zur Finanzierung der Theaterproduktion von Life with Father, das in der Folge von 1939 bis 1947 3.224 Vorstellungen erlebte und danach mit William Powell und Elizabeth Taylor verfilmt wurde. Ab 1940 war er am Broadway auch als Regisseur und Produzent tätig und mit The Survivors brachte er 1948 ein mit Peter Viertel und Irwin Shaw verfasstes Stück auf die Bühne. Daneben wirkte er auch als Radiosprecher für Orson Welles’ The Mercury Theatre on the Air.
1947 begann er seine Filmkarriere zunächst als Regisseur, das Filmdrama Briefe aus dem Jenseits nach der Novelle Asperns Nachlaß von Henry James mit Robert Cummings und Susan Hayward in den Hauptrollen sollte jedoch seine einzige Regiearbeit bleiben. Im selben Jahr produzierte er mit Walter Wanger das Drama Smash-Up: The Story of a Woman mit Susan Hayward und Lee Bowman in den Hauptrollen. Dies war sein einziger Spielfilm als Produzent, 1954 produzierte er zudem eine Folge der Fernsehserie The Comeback Story.
Ab 1951 trat er auch in Film und Fernsehen auf; zu den bekanntesten Filmen mit seiner Mitwirkung zählen Alfred Hitchcocks Marnie sowie Billy Wilders Extrablatt. Er trat neben seiner Filmkarriere bis Ende der 1970er Jahre auch weiterhin am Broadway auf und wurde 1961 mit dem Tony Award als bester Nebendarsteller für Big Fish, Little Fish ausgezeichnet. 1981 erhielt er seine einzige Nominierung für sein Filmschaffen, der Saturn Award für den besten Nebendarsteller ging in diesem Jahr jedoch an Scatman Crothers für The Shining. Er war häufiger Gast der erfolgreichen Spielshow What’s My Line? (dem Vorbild für die deutsche Ratesendung Was bin ich?), in der er insgesamt 114 Mal auftrat. Hier wurde er von seiner Ehefrau Arlene Francis übertroffen, die es auf 779 Auftritte in der Sendung brachte.
Gabel war von 1946 bis zu seinem Tod mit der Schauspielerin Arlene Francis verheiratet. Aus der Ehe ging ein Sohn, Peter Gabel, hervor. Martin Gabel starb am 22. Mai 1986 in New York im Alter von 73 Jahren an einem Herzinfarkt.

## Filmografie (Auswahl)
Als Regisseur
- 1947: Briefe aus dem Jenseits (The Lost Moment)

Als Schauspieler (Auswahl)
- 1951: M
- 1951: Vierzehn Stunden (Fourteen Hours)
- 1952: Die Maske runter (Deadline – U.S.A.)
- 1952: Ich bin ein Atomspion (The Thief)
- 1957: Luftfracht Opium (Tip on a Dead Jockey)
- 1964: Goodbye Charlie
- 1964: Marnie
- 1966: Mollymauk, der Wunderknabe (Lord Love a Duck)
- 1967: Scheidung auf Amerikanisch (Divorce American Style)
- 1968: Die Lady in Zement (Lady in Cement)
- 1970: Zwei dreckige Halunken (There Was a Crooked Man …)
- 1974: Extrablatt (The Front Page)
- 1980: Die erste Todsünde (The First Deadly Sin)

## Broadway (Auswahl)
- 1934–1935: The Sky’s the Limit
- 1937–1938: Julius Caesar
- 1938: Danton’s Death
- 1940: Medicine Show
- 1948: The Survivors
- 1953: Men of Distinction
- 1956: King Lear
- 1958–1959: Once More, with Feeling
- 1961: Big Fish, Little Fish
- 1965: Baker Street
- 1974–1975: In Praise of Love

## Auszeichnungen
- 1961: Tony Award für Big Fish, Little Fish
- 1981: Saturn-Award-Nominierung für Die erste Todsünde